# KnappenMan
Der KnappenMan ist ein Triathlon, der jährlich im August in Lohsa über die Langdistanz (3,8 km Schwimmen, 180 km Radfahren und 42,195 km Laufen) und weitere Strecken veranstaltet wird.

## Organisation

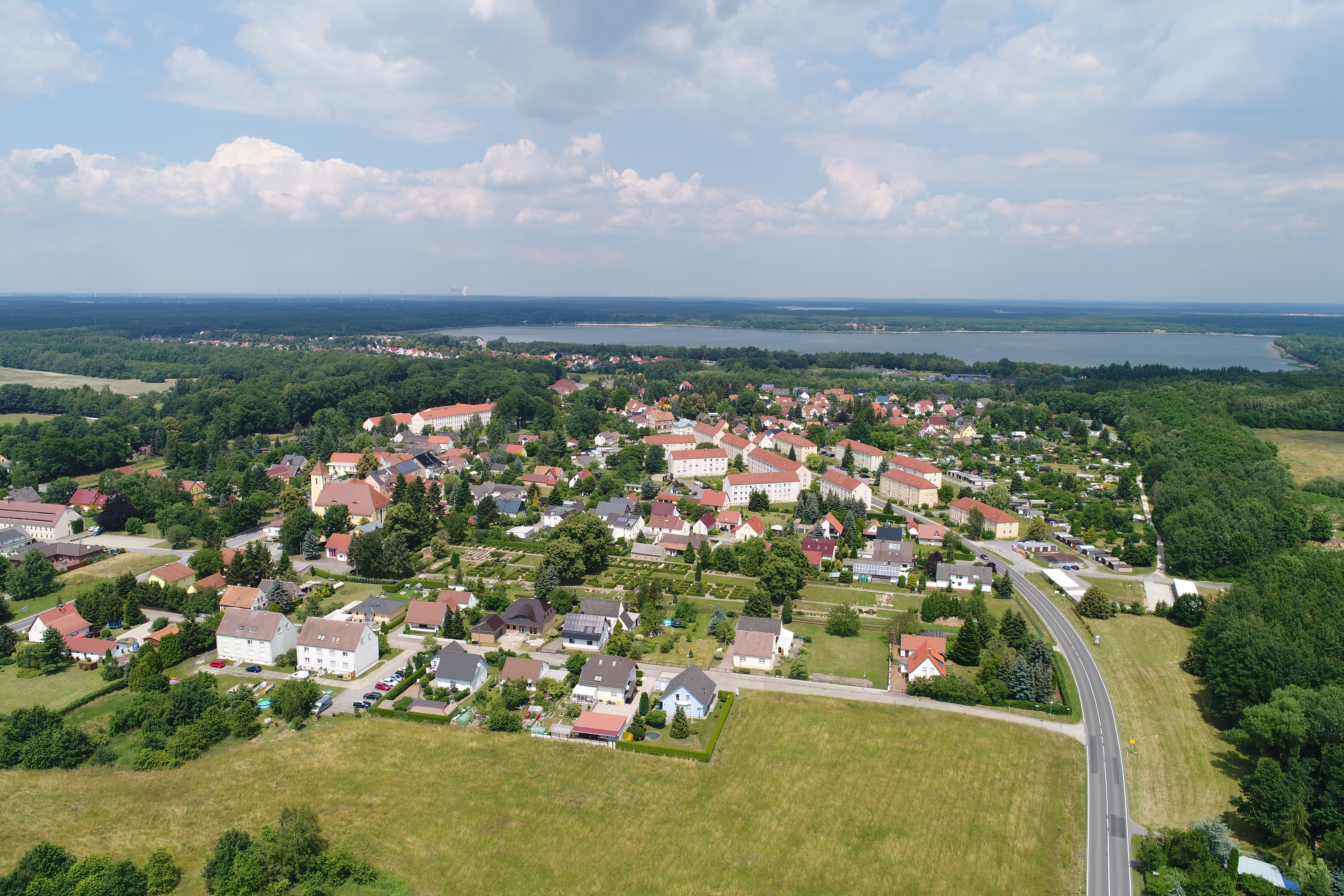
Lohsa

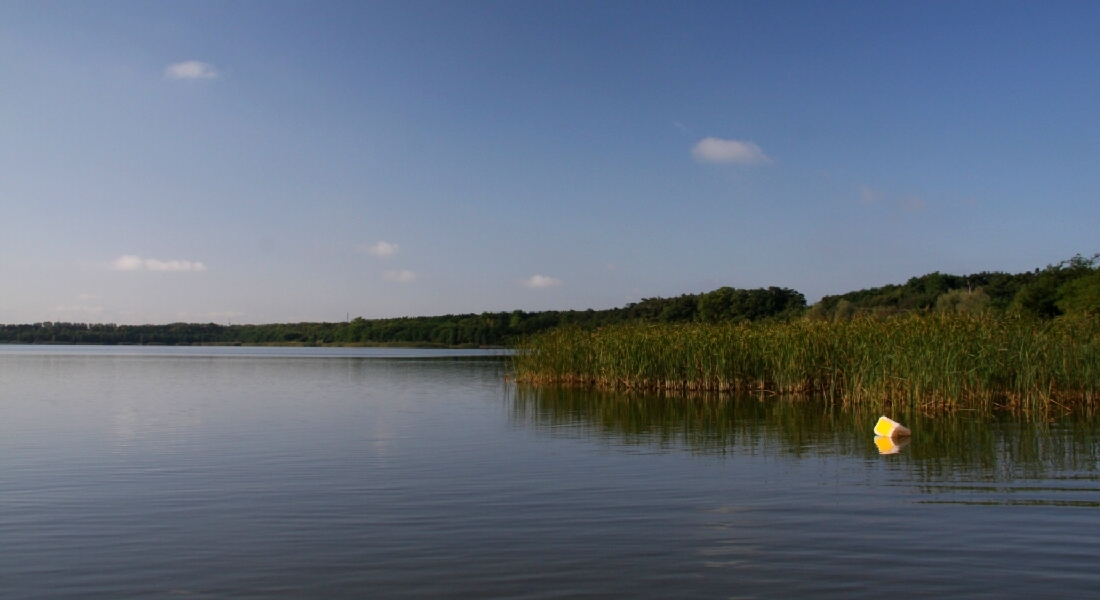
Dreiweiberner-See

Auf den verschiedenen Strecken sind rund 800 Athleten am Start. Austragungsort ist Lohsa und die Umgebung in der Oberlausitz (Sachsen). Die 34. Auflage im Jahre 2022 fiel aus wegen Corona.
2020 konnte hier Mareen Hufe den Sieg auf der Mitteldistanz erringen. 2022 wurde wegen Corona eine Veranstaltungspause eingelegt. Im August 2024 war die Austragung in Lohsa zugleich die Deutsche Meisterschaft auf der Triathlon-Langdistanz. Im Rahmen der Deutschen Meisterschaft gingen in Lohsa insgesamt ca. 50 Athleten an den Start.

## Strecken
- Schwimmen: Im Dreiweiberner See sind zwei Runden zu je 1,9 km zu absolvieren.
- Radfahren: Beim Radfahren in der Umgebung eine Runde von 45 km vier Mal zu fahren.[6]
- Laufen: Beim abschließenden Marathon sind vier Runden zu je 10,5 km um den Dreiweiberner See zu laufen.[7]

## Ergebnisse

### Langdistanz
| N ° | Datum/Jahr    | Männer                | Männer            | Männer              | Frauen                 | Frauen          | Frauen            |
| N ° | Datum/Jahr    | 1. Platz              | 2. Platz          | 3. Platz            | 1. Platz               | 2. Platz        | 3. Platz          |
| --- | ------------- | --------------------- | ----------------- | ------------------- | ---------------------- | --------------- | ----------------- |
| 37  | 31. Aug. 2025 |                       |                   |                     |                        |                 |                   |
| 36  | 24. Aug. 2024 | Michael Wegricht (SR) | Sebastian Guhr    | Danny Hannover      | Jana Grimm             | Antje Vogel     | Nina Volz         |
| 35  | 28. Aug. 2023 | Sebastian Guhr        | Johannes Hartmann | Marvin Kuske        | Julia Umlandt          | ----            | ----              |
| 33  | Aug. 2021     | Anders Stampe         | Nils Brüggemann   | Christian Klöppel   | Astrid Werner (SR) -2- | Isabelle Hüsken | Antje Vogel       |
| 32  | Aug. 2020     | Michael Lik           | Benjamin Dicke    | Philipp Fahrenholz  | Astrid Werner          | Katja Schmiede  | Cynthia Junghanns |
| 31  | Aug. 2019     | Jan Skabrada          | Stefan Flachowsky | Stefan Rauschenbach | Kristýna Hájková       | Manja Becker    | Larin McPeak      |
| 30  | Aug. 2018     | Maik Eisleben         | Nils Brüggemann   | Andreas Maul        | Manja Becker           | Pavla Opolecka  | Angela Stosny     |

| DTU – Deutsche Meisterschaft Triathlon, Langdistanz |

### Mitteldistanz
| N ° | Datum/Jahr    | Männer          | Männer            | Männer             | Frauen            | Frauen         | Frauen         |
| N ° | Datum/Jahr    | 1. Platz        | 2. Platz          | 3. Platz           | 1. Platz          | 2. Platz       | 3. Platz       |
| --- | ------------- | --------------- | ----------------- | ------------------ | ----------------- | -------------- | -------------- |
| 36  | 24. Aug. 2024 | Claudio Schanze | Marcel Ottiger    | Tobias Dreier      | Denise Hiemann    | Jessica Ittner | Jordan Tissink |
| 35  | 28. Aug. 2023 | Ronald Lehmann  | Walter Hermes     | Maximilian Küspert | Beate Zanner      | Sophie Drews   | Mirjam Markert |
| 32  | 2020          | Philipp Bahlke  | Markus Thomschke  | Danny Hannover     | Mareen Hufe       | Margrit Elfers | Maja Betz      |
| 30  | 2018          | Sven Kunath     | Stefan Flachowsky | Michael Jähnig     | Franziska Küttner | Maja Kaminski  | Sandy Pollack  |